# Frico Kafenda
Frico Kafenda (Mošovce, 2 octobre 1883 – Bratislava, 3 septembre 1963) est un compositeur slovaque et un pédagogue. Parmi ses élèves de piano figure le compositeur Eugen Suchoň.

## Biographie

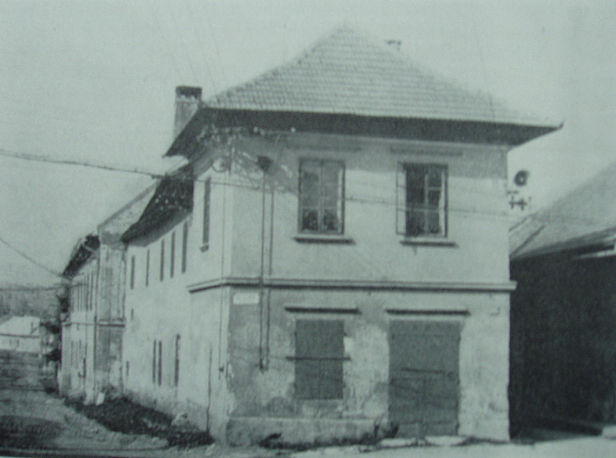
La maison de naissance de Frico Kafenda, aujourd'hui détruite.

Frico Kafenda étudie la direction d'orchestre avec Arthur Nikisch et la théorie musicale et la composition avec Salomon Jadassohn, Stephan Krehl et Heinrich Zöllner au Conservatoire de Leipzig (1901–1905).
Après ses études, Frico Kafenda travaille en Allemagne, en tant que chef d'orchestre. Il dirige l'opéra et l'opérette. Pendant la Première Guerre mondiale, en tant que soldat autrichien, il est fait prisonnier en 1915 par les Russes, pour les trois années suivantes. De 1922 à 1949, il est le directeur du Conservatoire de Bratislava et professeur de composition et son épouse, Anna Kafendová-Zochová, de piano. À ce poste il joue un rôle important sur la musique slovaque. Parmi ses élèves on note R. Berger, M. Novák et Eugen Suchoň, sur qui il a beaucoup d'influence. 
Les œuvres de Kafenda sont issues du romantisme d'Europe centrale, comme son éducation à Leipzig le laisse penser, proche du style de Reger. Il tente de composer un opéra national slovaque, mais en raison de l'avènement de la Seconde Guerre mondiale, son projet est resté inachevé.
Il est mort à Bratislava.

## Œuvres
Il compose une sonate pour violoncelle et piano (1905), un quatuor à cordes (1916), une sonate pour violon et piano, composée pendant sa captivité (1918), ainsi que de la musique chorale et des mélodies.